# Pull The TRIGGER!
『Pull The TRIGGER!』（プル ザ トリガー!）は、ピストルバルブのインディーズデビューシングル。2006年3月15日発売。

## 解説
ピストルバルブが初期の11人編成の時に発売した唯一のシングル。2006年当時はほとんどのメンバーがまだ学生であり、人数が多いながらも平均年齢は19歳であった。

## 収録曲
1. Pull The TRIGGER!
（作詞:峯音 作編曲:永田“zelly”健志 ホーンアレンジ:村田陽一）
2. The Best House
（作詞:峯音 作編曲:永田“zelly”健志 ホーンアレンジ:村田陽一）
フジテレビ系『ザ・ベストハウス123』テーマソング
3. マカロニ
（作詞:立川俊之 リズムアレンジ:永田“zelly”健志 ホーンアレンジ:立川俊之）